# Муруй
Муруй — деревня в Заларинском районе Иркутской области России. Входит в состав Бабагайского муниципального образования.

## География
Находится примерно в 40 км к юго-западу от районного центра на реке Залари.

## Топонимика
Название Муруй происходит от бурятского имени Муруй, в свою очередь, возможно, происходящего от письменно-монгольского murui — кривой. М. Н. Хангалов приводит легенду об основании поселения, согласно которой бурят по имени Муруй переселился к востоку от Байкала, где у него родился сын Мултугу. Через некоторое время Муруй вернулся (без сына) в Прибайкалье и поселился в районе устья реки Осы, а позже основал улус Мурусхан.

## История
Населённый пункт основан в 1895 году.
До 1920-х основное население деревни составляли чалдоны.
На 1920 год насчитывалось 465 жителей, 83 двора.
С 1924 года в деревню стали приезжать переселенцы из Белоруссии.
В 1930 году в муруе был организован колхоз «Голос тайги», который позже вошёл в состав колхоза «Путь к коммунизму».
В 1936 году открыта школа.
На 1992 год насчитывалось 258 жителей, 75 дворов.

## Население
По данным Всероссийской переписи, в 2010 году в деревне проживал 141 человек (76 мужчин и 65 женщин).